# Аль-Масджід Аль-Набауї
Масджид ан-Набаві (араб. المسجد النبوي — мечеть Пророка) — мечеть у Медині, що є другою святинею в ісламі за значимістю після Мечеті аль-Харам у Мецці (мечеть Аль-Акса у Єрусалимі — третя); місце поховання пророка Мухаммеда.

## Історія
Перша мечеть на цьому місці була побудована ще за життя Мухаммада, наступні ісламські правителі розширили та прикрасили святиню. Під Зеленим куполом (Купол Пророка) розташована могила Мухаммада. Точна дата зведення купола невідома, але його опис можна знайти в манускриптах початку XII століття. Перші два мусульманські халіфи Абу-Бакр та Умар також поховані у мечеті.
Після Хіджри Мухаммед оселився у Ясрибі (названому пізніше Медіною) у будинку, на місці якого пізніше почав зведення мечеті, сам брав участь у роботах. Принцип планування цієї будівлі був взятий для інших мечетей у всьому світі. У спорудженні були закладені основні елементи композиції колонної мечеті: відкритий прямокутний двір і прототип майбутньої колонної зали, яка орієнтувалась спочатку на Єрусалим, а пізніше — на Мекку, визнану головним священним містом мусульман. Мечеть також слугувала приміщенням для проведення культурних та громадських заходів, судом та релігійною школою.

## Галерея

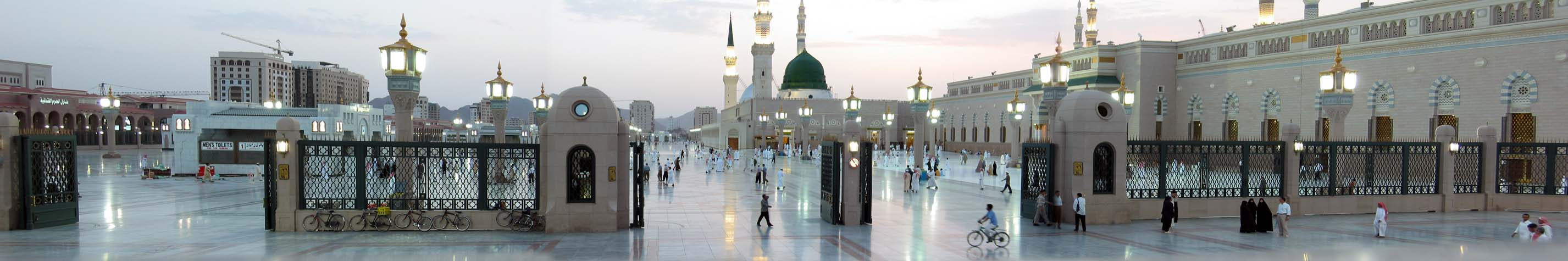
Масджид аль-Набаві